# Vanadislunden
Vanadislunden es un parque ubicado en el distrito de Vasastaden en el centro de Estocolmo, Suecia.

## Historia
Es uno de los parques más grandes de Estocolmo, con un área que cubre aproximadamente 9 hectáreas y mide aproximadamente 430 × 270 metros. El desarrollo del parque comenzó por primera vez en 1885. En 1893 se plantaron unos 2000 árboles y arbustos. El parque se completó en gran medida en 1903. La zona lleva el nombre de Vanadis, el cual es otro nombre de la diosa nórdica Freyja.

## Reservorio
Vanadislunden es el sitio del embalse de agua de Vanadislundens (Vanadislundens vattenreservoar). Se trata de un importante depósito de agua con un volumen de 8100 m³ que se construyó entre 1913 y 1918. Tiene un diseño parecido a un castillo y fue diseñado por el arquitecto Gustaf Améen (1864-1949).

## Obras de arte
En una colina en la parte noroeste del parque se encuentra la escultura «Flicka i aftonsol». La estatua fue tallada en 1955 por el escultor sueco Anders Jönsson (1883-1965).
También hay obras de arte notables de Carl Eldh y Einar Forseth en la iglesia de San Esteban (véase más abajo).

## Iglesia de San Esteban
La Iglesia de San Esteban (Sankt Stefans Kyrka o Stefanskyrkan) es una iglesia situada en la parte sur del parque. La iglesia original fue construida en madera en 1899, pero el arquitecto Carl Möller comenzó en 1901 a diseñar un edificio más sólido. La iglesia actual fue terminada y consagrada en 1904. La iglesia de madera original se trasladó al área de Aspudden de la ciudad y se volvió a dedicar a San Sigfrido de Suecia. La iglesia está construida sobre una pendiente pronunciada, con un importante desnivel en sus dos lados, pero el edificio descansa sólidamente sobre una gran base de granito. Hay un notable crucifijo tallado por Carl Eldh en el hastial sur del edificio. En el interior, el santuario de la iglesia está dominado por un gran y llamativo tríptico del artista Einar Forseth, pintado para la iglesia en la década de 1920.

## Galería

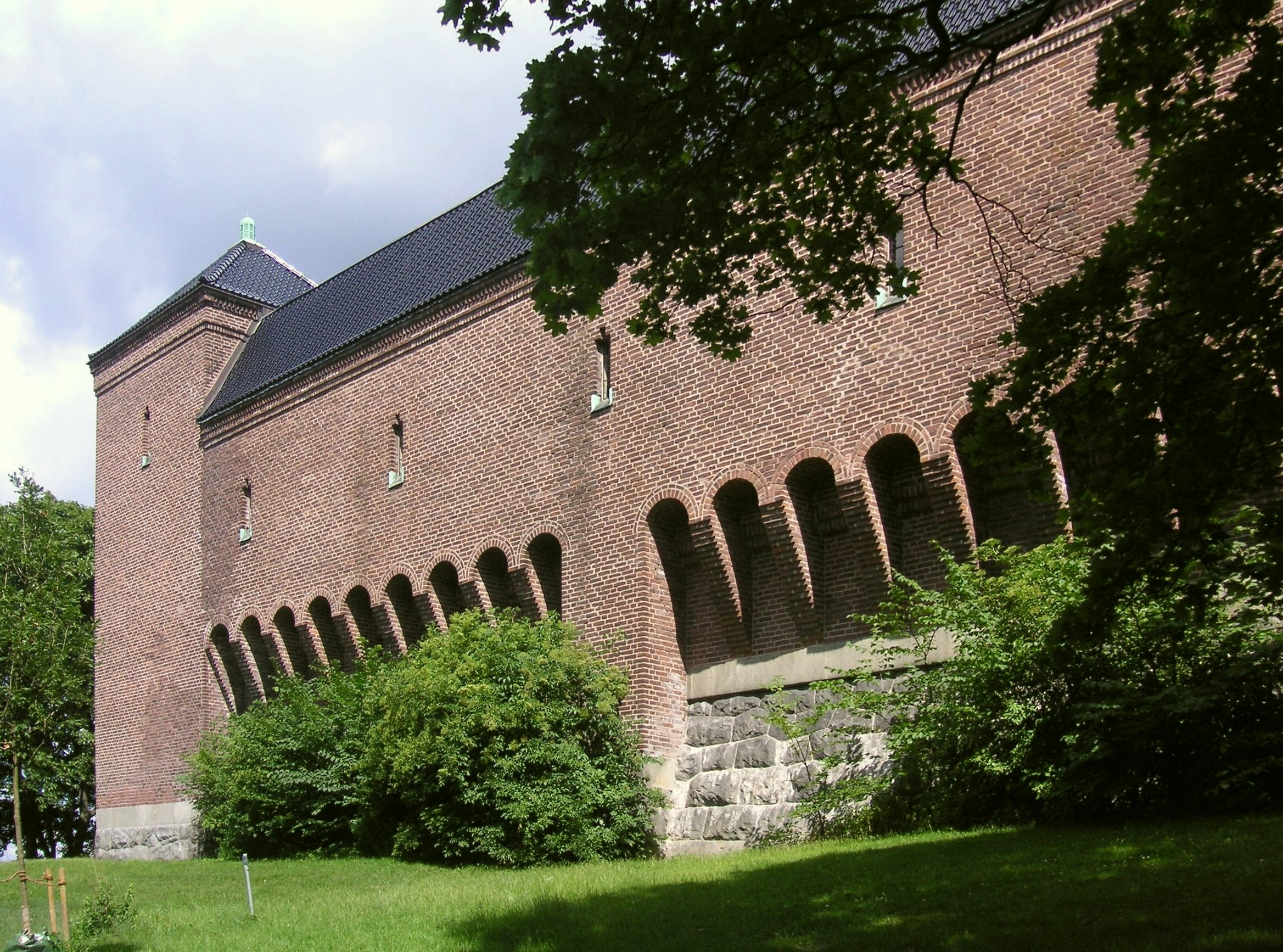
Reserva de Vanadislundens (Vanadislundens vattenreservoar)
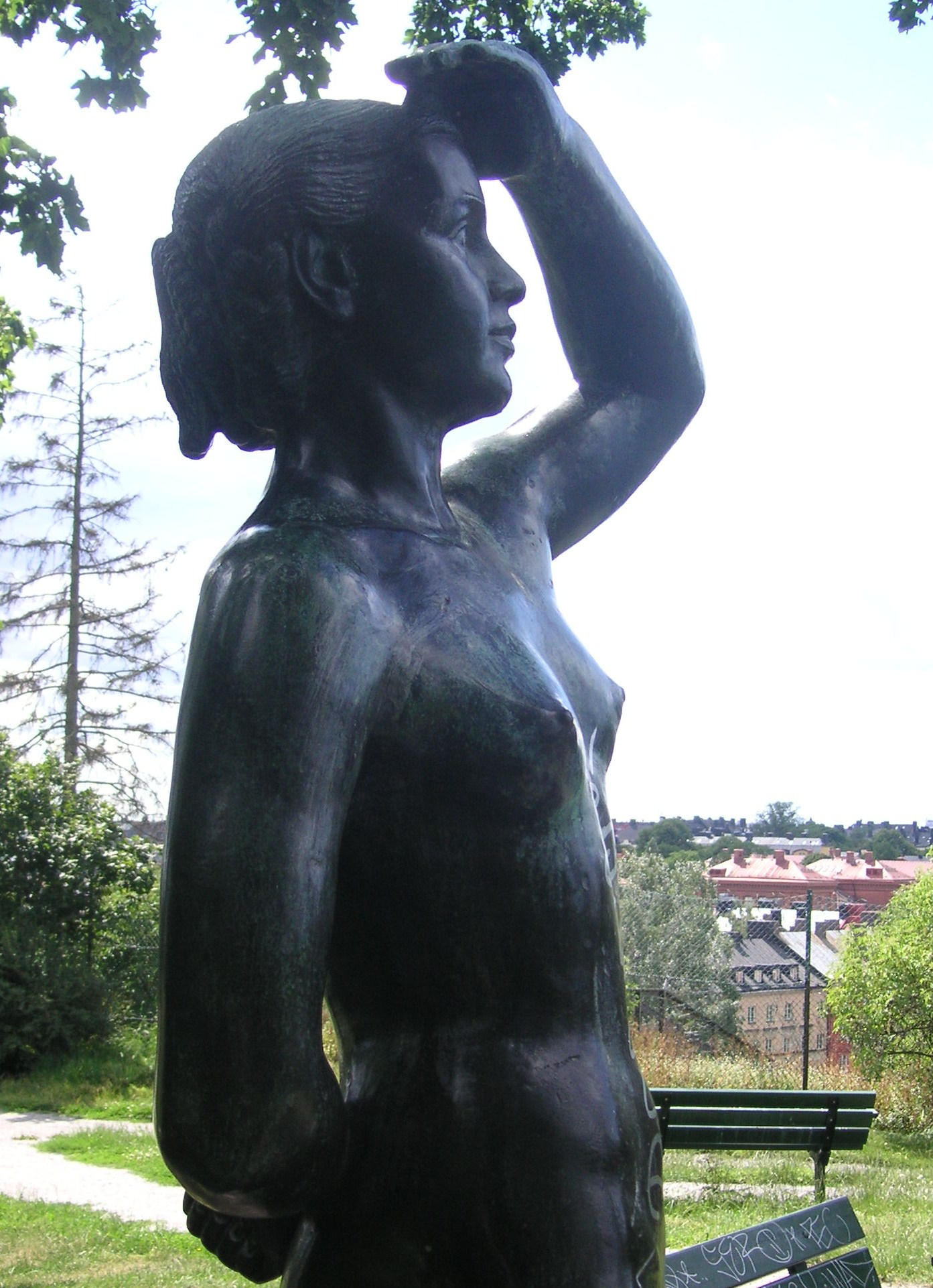
Flicka i aftonsol por Anders Jönsson
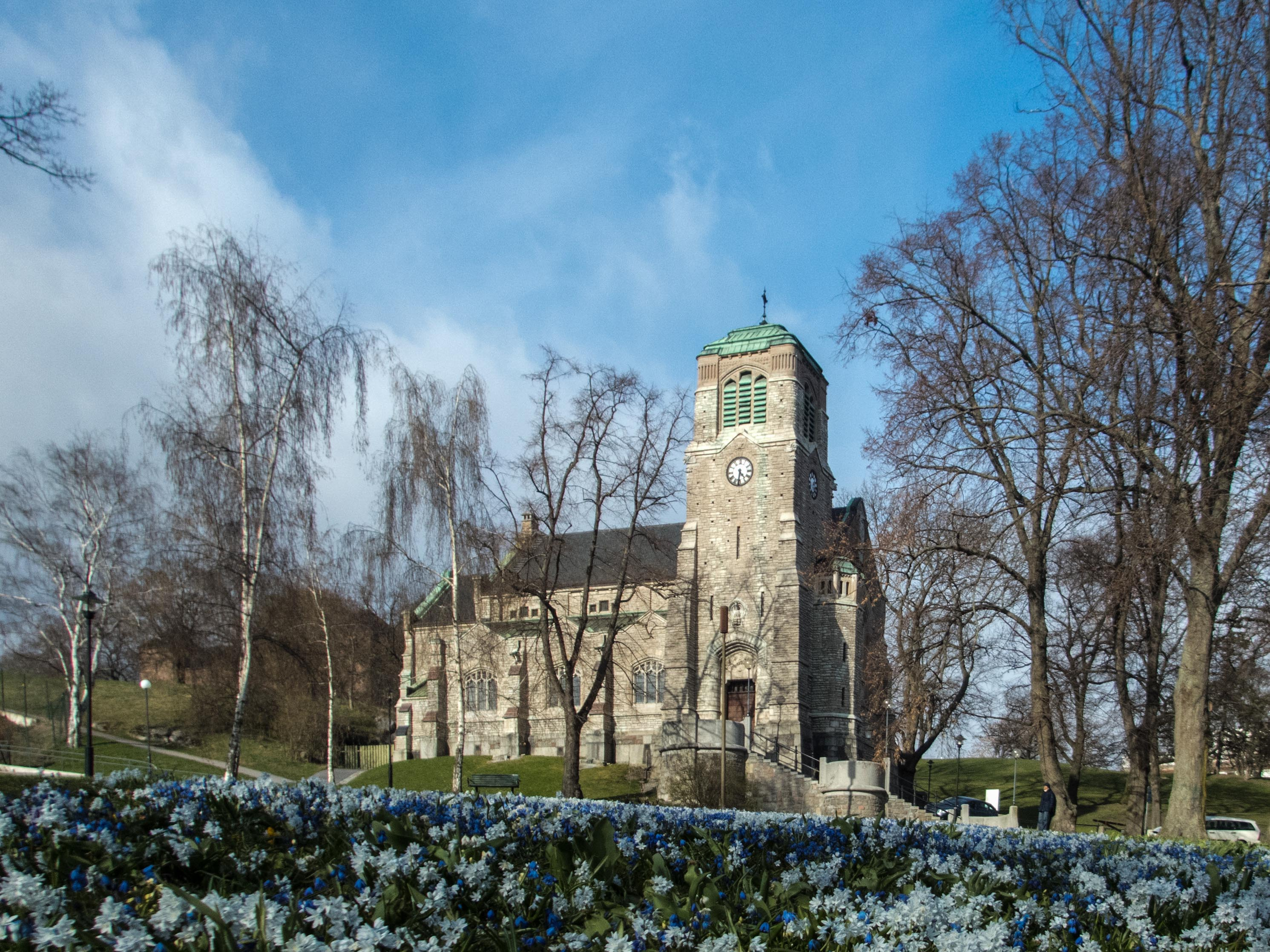
St. Stephen's Church  (Stefanskyrkan)